# Les Tours de Toron
Les Tours de Toron (titre original : The Towers of Toron) est un roman de science fantasy  de Samuel R. Delany paru en 1964 et le deuxième roman de la trilogie La Chute des tours. Le roman est initialement publié dans le volume double « Ace Double » no F-261 des éditions Ace Books conjointement avec The Lunar Eye de Robert Moore Williams.
Les histoires de la trilogie La Chute des tours se déroulaient à l'origine dans la même Terre post-holocauste que le roman Les Joyaux d'Aptor de Samuel Delany ; cependant, les références permettant de les relier ont été supprimées dans les éditions révisées ultérieurement.